# Annabelle Haxhe
Annabelle Haxhe (Verviers,  28 mei 1976) is een Belgische golfster.
In 1995 won Haxhe met Valérie Van Ryckeghem de Belgian International Juniors Tournament, terwijl Haxhe ook de individuele prijs won. Haxhe werd later dat jaar al professional.
Haxhe won vier keer het Omnium op de Limburg Golf & Country Club in Houthalen, in 1996 als amateur en in 1998, 1999 en 2000 als professional.
Ze werd op 1 december 1997 professional en speelde op de Ladies European Tour (LET) maar eindigde nooit in de top-10. Ze geeft nu les op de Golf du Haras.

## Gewonnen
- 1996: Omnium (amateur)
- 1998: Omnium
- 1999: Omnium
- 2000: Omnium